# 세토세역
세토세역(일본어: 瀬戸瀬駅)은 일본 홋카이도 몬베쓰 군 엔가루정에 위치한 홋카이도 여객철도 세키호쿠 본선의 철도역이다. 역 번호는 A49이며, 상대식 승강장 2면 2선의 구조를 갖춘 지상역이다.

## 타는 곳
| 1 | ■ 세키호쿠 본선 | (하행) | 엔가루 · 기타미 · 아바시리 방면       |
| 2 | ■ 세키호쿠 본선 | (상행) | 시라타키 · 가미카와 · 아사히카와 방면 |

## 역 주변
- 국도 제333호선
- 유베쓰 강 댐

## 역사
- 1927년 10월 10일 : 일본국유철도의 역으로서 개업. 일반역.
- 1982년 11월 15일 : 화물 취급 폐지.
- 1983년 1월 10일 : 소화물 취급 폐지. 동시에 CTC 도입에 의해 간이 위탁화.
- 1987년 4월 1일 : 일본국유철도 분할 민영화에 의해, 홋카이도 여객철도가 승계.
- 1988년 : 역사 개축.
- 시기 불명 : 간이 위탁 폐지.

## 인접 역
| 세키호쿠 본선                  | 세키호쿠 본선   | 세키호쿠 본선            |
| ------------------------------ | --------------- | ------------------------ |
| 마루셋푸 A48 신아사히카와 방면 | ■ 세키호쿠 본선 | 엔가루 A50 아바시리 방면 |